# 埃斯卡尔德
埃斯卡尔德（法語：Escardes，法語發音：[ɛskaʁd]）是法国马恩省的一个市镇，属于埃佩尔奈区。

## 地理
埃斯卡尔德（48°41'48"N, 3°30'47"E）面积14.49 平方千米，位于法国大東部大區马恩省，该省份为法国东北部内陆省份，北起阿登省，西北接埃纳省，西南接塞纳-马恩省，南至奥布省，东南接上马恩省，东临默兹省。
与埃斯卡尔德接壤的市镇（或旧市镇、城区）包括：埃斯泰尔奈、布希圣热内斯、莫兰河畔沙蒂永、库尔日沃、莱塞萨尔勒维孔特、圣邦。

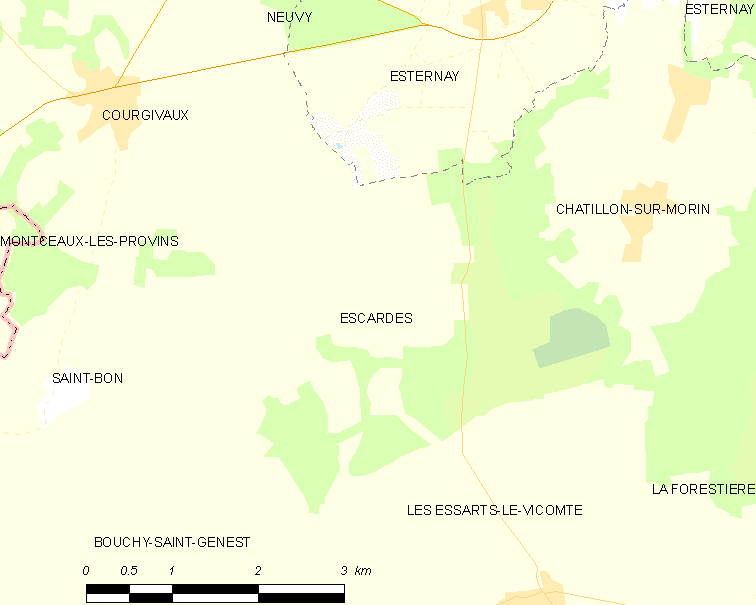
埃斯卡尔德的OSM定位图

埃斯卡尔德的时区为UTC+01:00、UTC+02:00（夏令时）。

## 行政
埃斯卡尔德的邮政编码为51310，INSEE市镇编码为51233。

## 政治
埃斯卡尔德所属的省级选区为塞扎讷-布里-香槟县。

## 人口

1962-2008年间埃斯卡尔德人口变化图示

埃斯卡尔德于2022年1月1日时的人口数量为64人。